# Muonionalusta
Muonionalusta är en ort i Muonionalusta distrikt (Pajala socken) i Pajala kommun. Största delen av byn ligger på en ö i Muonioälven. Cirka sju kilometer nordost om Muonionalusta finns broförbindelse över till Finland och Muonio kyrkoby. Cirka fem kilometer nordväst om Muonionalusta ligger småorten Muodoslompolo. Muonionalusta ansluter till länsväg 404 via länsväg BD 894 som går mellan Taipalensuu och Muonionalusta.
Enligt Ratsit fanns det i mars 2017 tretton personer över 16 års ålder registrerade med Muonionalusta som adress. Vid folkräkningen 1890 var 27 personer skrivna i Muonionalusta.
Muodoslompolo kyrka uppfördes i byn 1864-1865 men flyttades 1926 till Muodoslompolo. Prästgården flyttades också.

## Ortnamnet
Muonionalusta är finska och betyder ”stället under (forsen) Muonio”. Karl Bernhard Wiklund har bland Karesuando-samerna förgäves efterletat någon samisk form för detta finska ”Muonio”, vilket namn även används i samiskan. Ordet är likvisst från början säkerligen samiskt även om Wiklund inte kan bestämma dess samiska form och inget vet om dess betydelse. Det har dock tydligen avsett hela vattendraget ända från Enontekis ned till sammanflödet med Torneälven, speciellt dock, som det synes, den våldsamma och långa forsen mellan ”Muonion-niska” (Muonios nacke, forshuvud) och ”Muonion-alusta” (under forsen Muonio). ”Muonion” är genitiv av ”Muonio”.